# اتحادیه دموکرات مسیحی آلمان
اتحادیه دموکرات مسیحی آلمان (به آلمانی: Christlich Demokratische Union Deutschlands) بزرگ‌ترین حزب محافظه‌کار این کشور است که در سال ۱۹۴۵ تأسیس شد. این حزب که می‌توان آن را «راست میانه» دانست همچنین عضو اتحادیه دموکرات بین‌المللی است. رهبری کنونی این حزب با فریدریش مرتس است.
اتحادیه دموکرات مسیحی در ایالت بایرن فعالیت نمی‌کند و از اینرو در پارلمان فدرال بوندستاگ، فراکسیون مشترکی را با اتحادیه سوسیال مسیحی بایرن به نام اتحادیه تشکیل می‌دهد. اتحادیه سوسیال مسیحی بایرن در واقع حزب خواهر اتحادیه دموکرات مسیحی است که در ایالت بایرن فعالیت می‌کند. سیاست‌های فدرال این دو حزب در قالب یک تفاهمنامهٔ ائتلاف پارلمانی با یکدیگر هماهنگ می‌شود، درحالی‌که در سیاست‌های ایالتی هر دو حزب مستقل از یکدیگر فعالیت می‌کنند. برای اشاره به هردوی آن‌ها معمولاً از اصطلاح «اتحادیه» استفاده می‌شود.
هر دوی این احزاب بیشتر طرفداران خود را مابین کاتولیک‌ها، پروتستان‌ها، روستاییان و اعضایی از همه طبقات اقتصادی پیدا می‌کنند. سیاست کلی اقتصادی و اجتماعی‌شان محافظه‌کارانه است و بیشتر از احزاب سیاسی دیگر به کلیساهای کاتولیک (و تا حدود کم‌تری پروتستان) نزدیک هستند. با وجود این تأکید حزب بر مسیحیت امروز کم‌تر از چند دهه گذشته است و می‌توان گفت امروز آن‌ها بیشتر از این‌که ایدئولوژیک باشند، پراگماتیک هستند.
در ۱۹۹۰ این حزب با حزب هم‌گام‌اش در آلمان شرقی که دقیقاً هم‌نام آن‌ها بود (اتحادیه دموکرات مسیحی آلمان) ادغام شد.

## کلیات

### سنت
اتحادیه دموکرات مسیحی آلمان از زمان تاسیسش تا به حالا برای همه از هر فرقه مسیحی و همچنین غیرمسیحیان باز بوده است. دلیل این که این اتحادیه خود را صراحتا مسیحی نام داده است، تصمیم حزب مبتنی بر متعهد بودن برای توضیح چهره مسیحی انسان است. با تأسیس این حزب درسال ۱۹۴۵، مقابله با خصومت سیاسی بین کاتولیک‌ها و پروتستان‌ها انگیزه اصلی برای استفاده از کلمهٔ «مسیحی» در نام این حزب بود. از اتحادیه دموکرات مسیحی آلمان گاهی به عنوان جانشین حزب مرکزی آلمان نام برده می‌شود.
برنامه سیاسی اتحادیه از سال ۲۰۰۷ بر طبق این گفته بنا شده است: «طبق تفاهم مسیحیان، انسان، طبیعت و محیط آفرینش خداوند هستند.» بر این اساس، خداوند انسان را به شکل خودش آفرید، که شأن و منزلت انسان به عنوان مطلوبی که ارزش محافظت از آن را دارد، حاصل می‌شود. از طبیعت به عنوان آفریده‌ای یاد می‌شود که انسان اجازه ندارد آن را آزادانه دور بیندازد، اما خداوند آن را به انسان سپرده است تا انسان از آن محافظت کند.

## تاریخ

### زمان تأسیس
به محض پایان جنگ جهانی دوم، گفتگوهای غیررسمی برای تأسیس یک حزب با محوریت مسیحیت دموکرات در آلمان آغاز شد. این گفتگوها به تأسیس حزب دموکرات مسیحی در برلین در ۲۶ ژوئن ۱۹۴۵ منجر شدند. در سپتامبر همان سال شعبه‌های حزب در راینلند و وستفالن نیز افتتاح شدند.

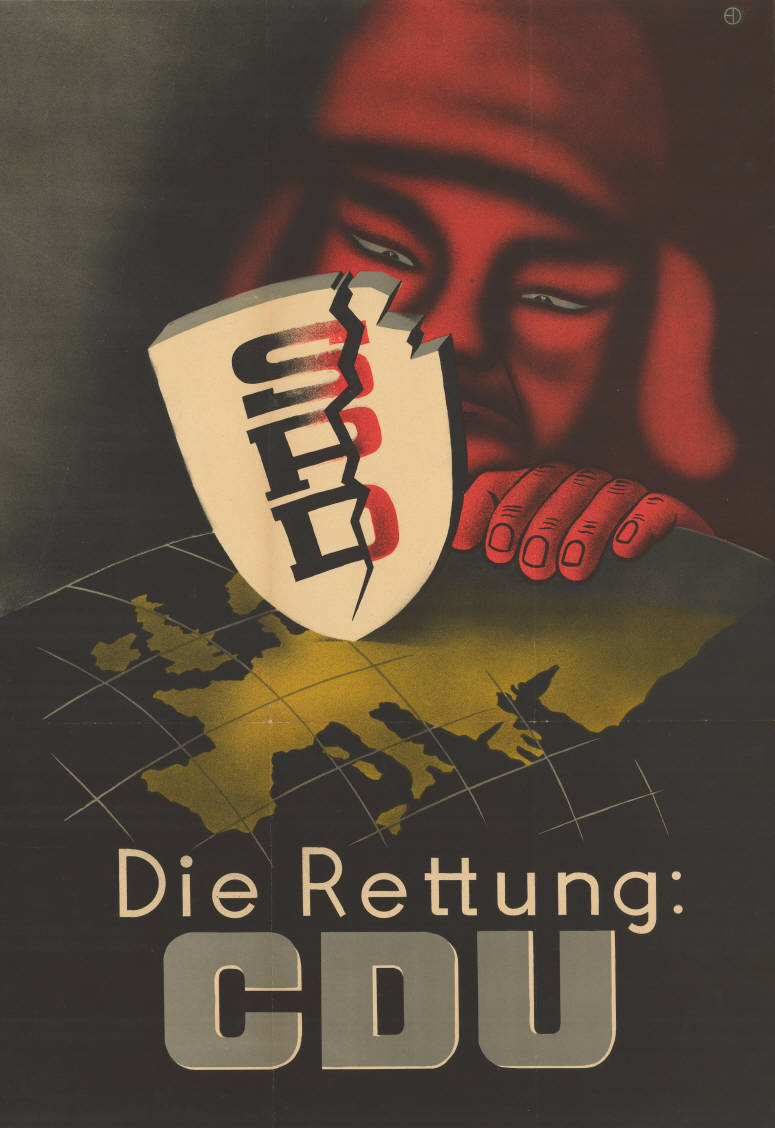
پوستر انتخاباتی سال ۱۹۴۹ حزب دموکرات مسیحی

اعضای مؤسس حزب دموکرات مسیحی از اعضای سابق حزب مرکزی آلمان، حزب دموکرات آلمان، حزب خلق ملی آلمان و حزب خلق آلمان تشکیل می‌شد. همه این افراد به همراه آندریاس هرمس مؤسس شعبه برلین حزب دموکرات مسیحی، در دوره دیکتاتوری نازی تجربه زندانی شدن به اتهام عضویت در مقاومت آلمان را داشتند. پس از آن در سال‌های جنگ سرد تا ۱۹۶۹ حزب دموکرات مسیحی تصمیم به جذب محافظه‌کاران، ضدکمونیسم‌ها، نازی‌های سابق و همدستان آنان گرفت و بعضی از این افراد (مانند هانس گلوبکه و تئودور اوبرلاندر) را در رده‌های بالای حزبی جای داد.
یکی از درس‌هایی که این حزب از جمهوری وایمار گرفت این بود که تفرقه بین احزاب دموکراتیک باعث خیزش و قدرت گرفتن حزب نازی شد؛ بنابراین از نظر مؤسسان این حزب، تشکیل یک حزب دموکرات مسیحی برای متحد کردن تمام نیروهای دموکرات مسیحی و جلوگیری از تکرار اشتباهات گذشته اجتناب ناپذیر بود. نتیجه دیدارهای مؤسسان حزب، موافقت با تشکیل یک حزب با مرام مسیحی (با اعضای کاتولیک و پروتستان) که به‌شدت تحت تأثیر محافظه‌کاری لیبرال بود. حزب دموکرات مسیحی در برلین از زمان تشکیل تا اولین کنوانسیون حزبی‌اش در سال ۲۱ اکتبر ۱۹۵۰ که کنراد آدناور را به‌عنوان اول دبیرکل حزب برگزید موفقیت قابل توجهی را کسب کرد.

### دوره آدناور از ۱۹۴۹ تا ۱۹۶۳

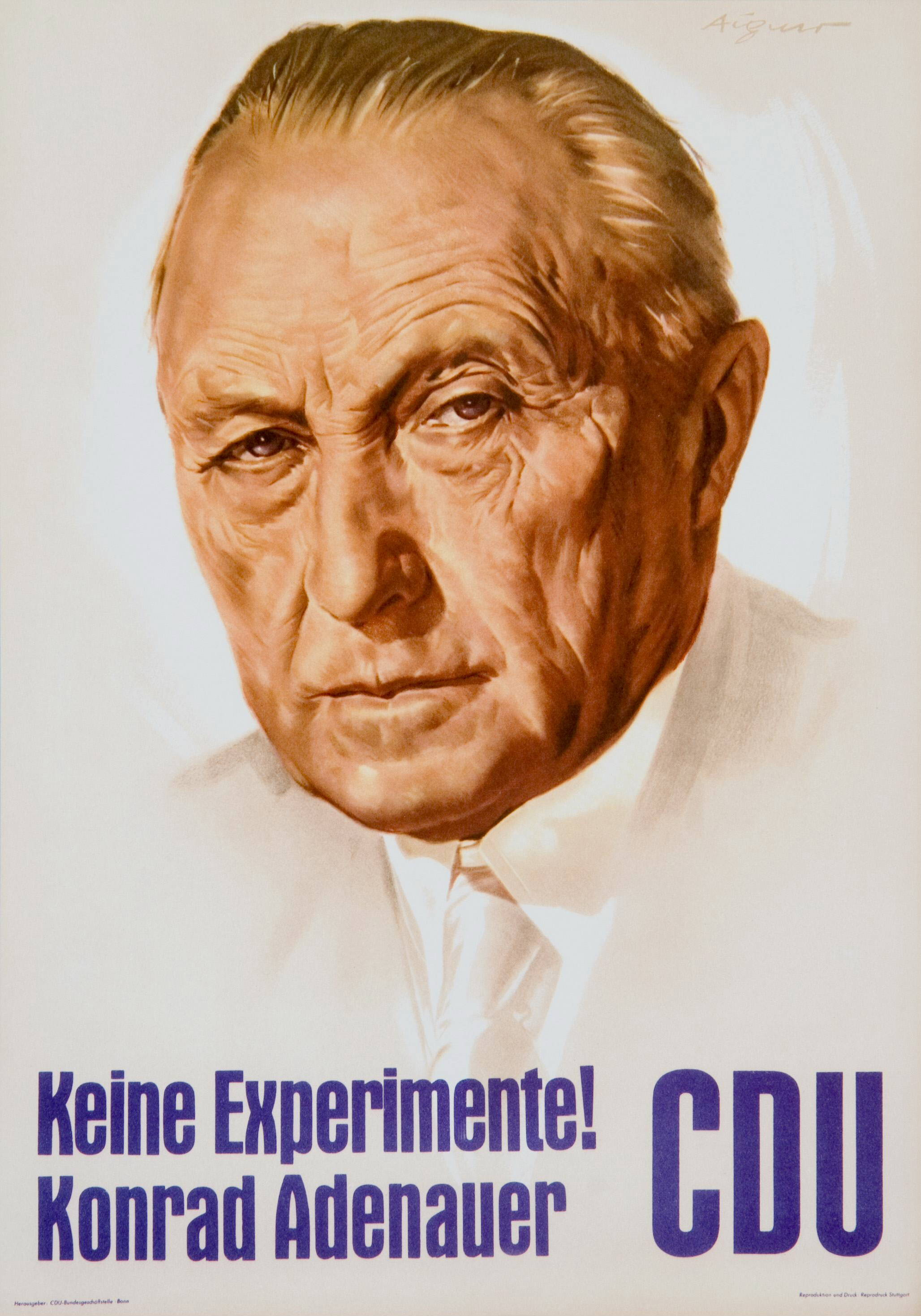
پوستر انتخاباتی ۱۹۵۷ با تصویر کنراد آدناور که تنها انتخاباتی بود که در آن حزب دموکرات مسیحی اکثریت مطلق آرا را کسب کرد

در ابتدای اشغال آلمان، مشخص نبود که کشورهای پیروز در جنگ جهانی دوم از کدام حزب آلمان پشتیبانی خواهند کرد، اما در سال‌های آخر دهه ۴۰ میلادی ایالات متحده و بریتانیا با فاصله گرفتن از حزب سوسیال دموکرات، تمایل بیشتری به حمایت از حزب دموکرات مسیحی داشتند. حزب سوسیال دموکرات در نظر متحدین غربی، حزب ملی‌گراتر به نظر می‌آمد که حاضر به دادن هر امتیازی به شوروی برای اتحاد مجدد آلمان بود و آدناور را دست‌نشانده آمریکا و متحد واتیکان می‌دانست. از طرفی میانه‌روی حزب دموکرات مسیحی، انعطاف‌پذیری اقتصادی و ضدیت آن‌ها با کمونیست‌ها توجه قدرت‌های غربی را جلب کرد. آدناور همچنین توانسته بود اعتماد بریتانیا را نیز کسب کند.
حزب دموکرات مسیحی اندکی بعد به دلیل تضاد دیدگاه در مورد مسائلی همچون روابط با غرب و اتحاد آلمان و حفظ آلمان به‌عنوان یک کشور بی‌طرف در سیاست جهانی دچار دوپارگی شد. آدناور همچنان سرسختانه از سیاست‌های غرب‌گرایانه خود دفاع می‌کرد و به همین دلیل برخی از رقبای خود را کنار گذاشت. وی همچنین هرگونه ائتلاف با حزب سوسیال دموکرات را تا زمان حصول اطمینان از مواضع ضدکمونیستی این حزب رد کرد. رد ساختاری اتحاد مجدد آلمان (اتحاد آلمان در تئوری باعث دور شدن آلمان از متحدین غربی آن می‌شد) باعث جدا شدن بخش بزرگی از رای‌دهنده‌های پروتستان می‌شد، به‌خصوص که تعداد زیادی از پناهنده‌های مناطق اشغال شده آلمان در شرق رودخانه اودر که ساکن آلمان شرقی بودند حق رای دادن نداشتند.
حزب دموکرات مسیحی، بعد از تشکیل آلمان غربی در سال ۱۹۴۹ به مدت بیست سال حزب حاکم در این کشور بود. آدناور تا سال ۱۹۶۳ رهبر این حزب باقی می‌ماند که در این سال لودویگ ارهارد وزیر سابق اقتصاد جای او را در رهبری حزب گرفت. در سال ۱۹۶۶ حزب دموکرات آزاد آلمان به دلیل اختلاف نظر در سیاست‌های مالی و اقتصادی از شرکت در دولت ائتلافی با حزب دموکرات مسیحی سر باز زد و ارهارد مجبور به استعفا شد. در نتیجه کورت گئورگ کیسینگر از حزب دموکرات مسیحی به صدارت عظمای آلمان رسید و دولتی ائتلافی با حزب سوسیال دموکرات (به اصطلاح ائتلاف بزرگ) تشکیل داد.

### اپوزیسیون در سال‌های ۱۹۶۹ تا ۱۹۸۲
محبوبیت حزب سوسیال دموکرات بعد از ورود به ائتلاف به سرعت افزایش پیدا کرد و آن‌ها در انتخابات سال ۱۹۶۹ موفق به ائتلاف با حزب دموکرات‌های آزاد شدند که برای اولین بار باعث خروج حزب دموکرات مسیحی از دولت در آلمان شد و این حزب را به اپوزیسیون تبدیل کرد. حزب دموکرات مسیحی به همراه حزب خواهر آن، حزب سوسیال مسیحی بایرن به‌شدت منقد سیاست‌های گردش به شرق ویلی برانت صدراعظم سوسیال دموکرات آلمان بودند و به قرارداد ۱۹۷۰ مسکو و قرارداد ۱۹۷۰ ورشو که ادعاهای ارضی بر مناطق اشغال شده آلمان توسط شوروی را پس می‌گرفت و خط اودر نایسه را به‌عنوان مرز شرقی آلمان به رسمیت می‌شناخت اعتراض می‌کردند. اتحادیه دموکرات مسیحی همچنین همکاری‌های نزدیکی با فدراسیون اخراجی‌ها (Heimatvertriebene) داشت. این فدراسیون از آلمانی‌هایی که از مناطق از دست رفته آلمان در طول جنگ جهانی دوم اخراج شده بودند و امید به بازگشت به خانه‌هایشان را داشتند تشکیل شده بود.
در آوریل ۱۹۷۲ اتحادیه دموکرات مسیحی شانس خود را برای بازگشت به قدرت بالا دید و درخواست رای عدم اعتماد به دولت کرد. راینر بارتسل دبیرکل اتحادیه دموکرات مسیحی تقریباً مطمئن بود که صدر اعظم بعدی آلمان خواهد بود. اما تمام اعضای بوندستاگ آنطور که انتظار می‌رفت رای ندادند. ویلی برانت دوباره رای اعتماد گرفت و در قدرت باقی ماند؛ بنابراین اتحادیه دموکرات مسیحی به مدت سیزده سال در اپوزیسیون باقی ماند. در سال ۱۹۸۲ حزب دموکرات آزاد از ائتلاف با حزب سوسیال دموکرات خارج شد و اتحادیه دموکرات مسیحی دوباره قدرت را در آلمان به دست گرفت.

### دوره هلموت کهل از ۱۹۸۲ تا ۱۹۹۸
هلموت کهل به عنوان رهبر اتحادیه دموکرات مسیحی به همراه حزب دموکرات‌های آزاد پیروز انتخابات فدرال ۱۹۸۳ آلمان شد و وی به‌عنوان صدر اعظم آلمان سوگند یاد کرد.

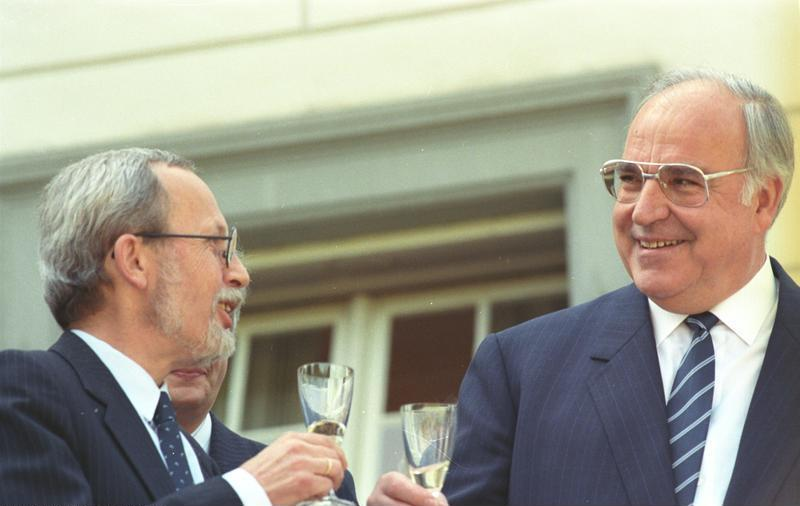
لوتار د مزیر، رهبر اتحادیه دموکرات مسیحی آلمان شرقی (چپ) و هلموت کهل صدراعظم آلمان غربی (راست) در سال ۱۹۹۰

بعد از سقوط دولت آلمان شرقی در سال ۱۹۸۹، هلموت کهل با پشتیبانی دولت‌های آمریکا، فرانسه و بریتانیا، خواستار اتحاد مجدد آلمان شد. در روز ۳ اکتبر ۱۹۹۰ دولت آلمان شرقی فروپاشید و مناطق آن ضمیمه دولت آلمان غربی شدند. حزب اتحادیه دموکرات مسیحی در آلمان شرقی با متحد غربی‌اش ادغام شدند و نمایندگان آن در یک لیست واحد در انتخابات بوندستاگ ۱۹۹۰ شرکت کردند. در این انتخابات ائتلاف اتحادیه دموکرات مسیحی و حزب دموکرات آزاد پیروز شدند. با اینکه هلموت کهل دوباره به‌عنوان صدراعظم آلمان انتخاب شد، اما محبوبیت حزب بخاطر رکود شدید اقتصادی در ایالت‌های جدید شرقی و مالیات‌های سنگین در ایالت‌های غربی کاهش شدیدی پیدا کرد. با این حال اتحادیه دموکرات مسیحی با اختلاف ناچیزی پیروز انتخابات فدرال ۱۹۹۴ شد که دلیل آن بهتر شدن اوضاع اقتصادی آلمان بود.
هلموت کهل تا زمان شکست حزبش در انتخابات ۱۹۹۸ رهبر حزب باقی ماند و سپس ولفگانگ شویبله به‌عنوان رهبر حزب انتخاب شد. کمی بعد از آن در سال ۲۰۰۰ شویبله به دلیل رسوایی اقتصادی درون حزبی از مقام خود استعفا کرد و آنگلا مرکل جای او را گرفت که تا سال ۲۰۱۸ رهبری حزب دموکرات مسیحی را بر عهده داشت. در انتخابات فدرال ۱۹۹۸ اتحادیه دموکرات مسیحی به همراه اتحادیه سوسیال مسیحی بایرن بدترین شکست خود را از زمان تأسیس حزب در سال ۱۹۴۹ متحمل شدند. در این انتخابات حزب سوسیال دموکرات به رهبری گرهارد شرودر در ائتلاف با حزب سبز به رهبری یوشکا فیشر اکثریت کرسی‌های بوندستاگ را به‌دست گرفتند و تا ساعت ۲۰۰۵ در دولت باقی ماندند. در انتخابات سال ۲۰۰۲ اتحادیه دموکرات مسیحی نتایج بهتری به‌دست‌آورد، اما به دلیل نرسیدن به حد نصاب اکثریت از تشکیل دولت بازماند.

### دوره مرکل از ۲۰۰۰ تا ۲۰۱۸

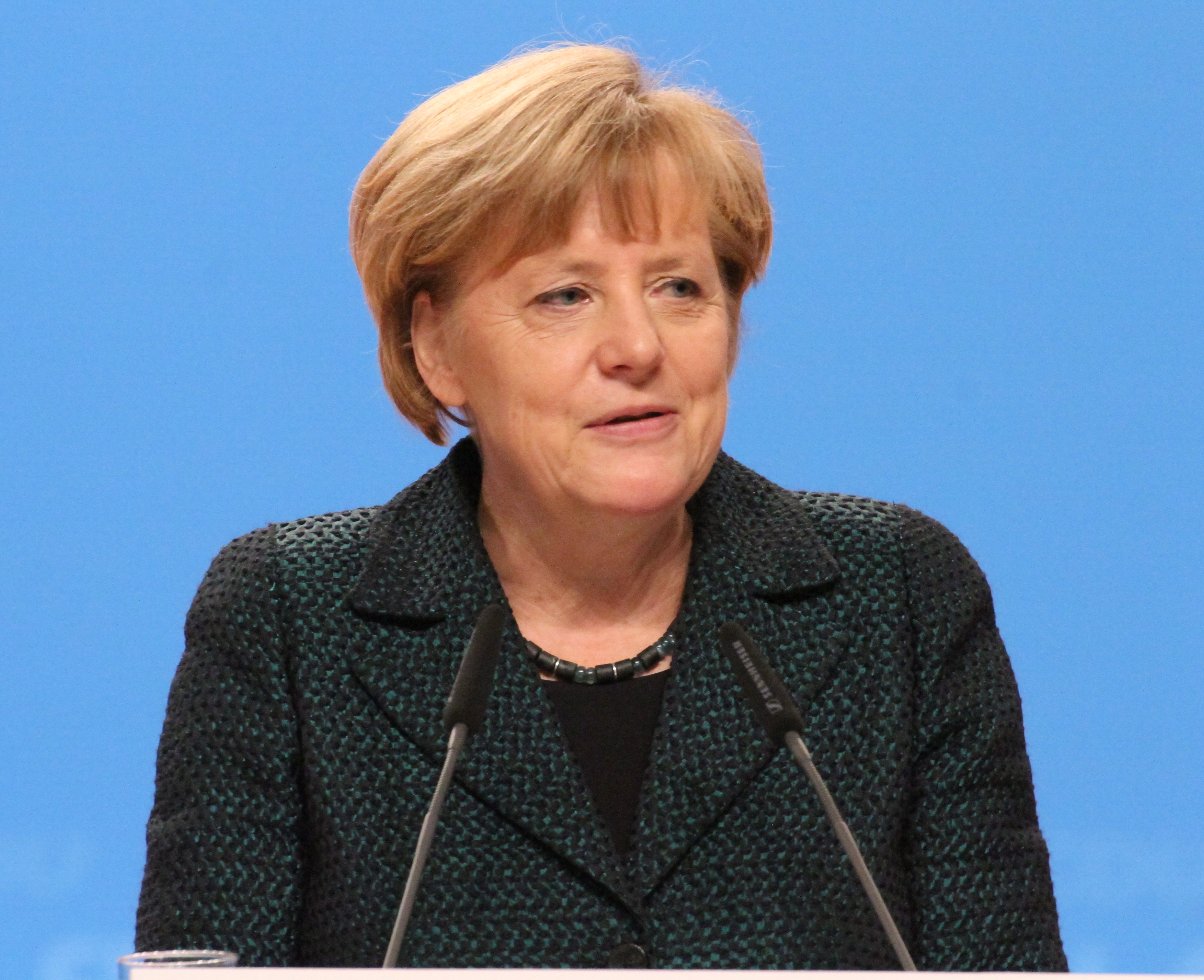
آنگلا مرکل

در سال ۲۰۰۵ اتحادیه دموکرات مسیحی توانست در ده انتخابات ایالتی در آلمان به پیروزی برسد. بعضی از این ایالت‌ها برای حزب سوسیال دموکرات ایالت‌های کلیدی محسوب می‌شدند. گرهارد شرودر صدراعظم سوسیال دموکرات که موقعیت حزب خود را ضعیف می‌دید با این تصور که در صورت برگزاری انتخابات پیروز خواهد شد، درخواست انتخابات زودهنگام کرد. اتحادیه دموکرات مسیحی با اختلاف بسیار اندکی از حزب سوسیال دموکرات پیش افتاد اما قادر به تشکیل دولت نبود. دو حزب بعد از هفته‌ها مذاکره بر سر تشکیل یک ائتلاف بزرگ از دو حزب به توافق رسیدند. با این توافق آنگلا مرکل صدر اعظم آلمان می‌شود و حزب سوسیال دموکرات هشت وزارت‌خانه کلیدی در آلمان را به دست می‌گرفت. .
توافق ائتلاف در یک کنفرانس خبری حزبی در روی ۱۴ نوامبر تأیید شد. و آنگلا مرکل در روز ۲۲ نوامبر ۲۰۰۵ به‌عنوان اولین زن صدر اعظم در آلمان سوگند یاد کرد. .
اولین چالش‌های آنگلا مرکل در اولین دوره زمامداری‌اش در سال‌های ۲۰۰۵ تا ۲۰۰۹ بحث‌هایی بود که آیا اتحادیه دموکرات مسیحی به اندازه کافی حزبی محافظه‌کار است یا اینکه در حال حرکت به سمت سوسیال دموکراسی است. در مارس ۲۰۰۹ مرکل در سخنانی اعلام کرد: گاهی من لیبرال، گاهی محافظه‌کار، گاهی سوسیال مسیحی هستم و و این چیزی است که به اتحادیه دموکرات مسیحی معنا می‌بخشد.
اتحادیه دموکرات مسیحی و اتحادیه سوسیال مسیحی بایرن در انتخابات بوندستاگ ۲۰۰۹ نتایج ضعیف‌تری از انتخابات سال ۲۰۰۵ کسب کردند، اما حزب دموکرات آزاد در این حزب بهترین نتایج انتخاباتی خود را به‌دست‌آورد و امکان به‌دست آوردن اکثریت کرسی‌های بوندستاگ در صورت ائتلاف با این حزب ممکن شد که اولین دولت راست میانه بعد از ۱۹۹۸ در آلمان بود.
از اواخر سال ۲۰۱۰ تصمیماتی همانند معلق کردن سربازی اجباری و تعطیل کردن نیروگاه‌های اتمی (کمی بعد از فاجعه فوکوشیما در ژاپن) که اصول اساسی محافظه‌کارانه اتحادیه دموکرات مسیحی را می‌شکست، باعث حرکت بیشتر حزب به سمت لیبرالیسم و آزردگی برخی از اعضا و رای‌دهنده‌های محافظه‌کار این حزب شد. در کنفرانس حزبی نوامبر ۲۰۱۱، اتحادیه دموکرات مسیحی بعد از سال‌ها مخالفت با تعیین حداقل حقوق در آلمان، کف درآمدی را برای مزدبگیران پیشنهاد کرد.
ماتیاس یونگ، کارشناس انتخاباتی و مشاور مرکل اصطلاح عدم حرکت متقارن را برای استراتژی اتحادیه دموکرات مسیحی در مبارزات انتخاباتی ۲۰۰۵٬۲۰۰۹ و ۲۰۱۳ ابداع کرد که در این استراتژی حزب اتحادیه در مورد موضوعات مختلف، مواضعی شبیه به رقبای انتخاباتی خود می‌گرفت. به‌طور مثال مواضع اتحادیه دموکرات مسیحی در مواردی مثل عدالت اجتماعی (شبیه حزب سوسیال دموکرات) و محیط زیست (شبیه حزب سبز) باعث می‌شد که حزب رقیب نتواند رای‌دهندگان بالقوه خود را سازماندهی کند. برخی از بندهای پلتفرم انتخاباتی اتحادیه دموکرات مسیحی در سال ۲۰۱۳ از نظر چپ‌گرایی از حزب سوسیال دموکرات هم سبقت می‌گرفت. اگرچه این استراتژی از نظر انتخاباتی کارآمد به نظر می‌رسید، اما باعث هشدارهایی به اتحادیه دموکرات مسیحی در خصوص آینده این حزب شده بود و اینکه با این سیاست اتحادیه دموکرات مسیحی ماهیت خود را از دست خواهد داد.
ائتلاف حزب دموکرات آزاد با اتحادیه دموکرات مسیحی تا سال ۲۰۱۳ به طول انجامید. در انتخابات بوندستاگ ۲۰۱۳ حزب دموکرات آزاد تمام کرسی‌های خود را در بوندستاگ از دست داد و برای اولین بار از راه‌یابی به پارلمان بازماند. این در حالی بود که اتحادیه دموکرات مسیحی بهترین آرای انتخاباتی خود را از سال ۱۹۹۰ کسب کرده بود و به همراه حزب خواهرش اتحادیه سوسیال مسیحی بایرن تنها چند کرسی با اکثریت مطلق بوندستاگ فاصله داشتند. تحلیل‌گران این نتایج درخشان را به گستردگی طیف رای‌دهندگان به اتحادیه دموکرات مسیحی از هر سن و جنس و همچنین محبوبیت بالای شخص آنگلا مرکل نسبت می‌دهند.
پس از آنکه مذاکرات با حزب سبز برای تشکیل دولت ائتلافی به نتیجه نرسید، دولت ائتلافی با حضور حزب سوسیال دموکرات و یک ائتلاف بزرگ تشکیل شد.
جمله‌ای منسوب به نخست‌وزیر سابق ایالت بایرن، فرانتس یوزف اشتراوس می‌گوید که هیچ حزب دموکراتیک قانونی‌ای نباید راست‌گراتر از اتحادیه دموکرات مسیحی و سوسیال مسیحی وجود داشته باشد. با این حال حزب اتحادیه از سال ۲۰۱۳ با چالشی جدی مواجه شد و آن چیزی نبود جز خیزش حزبی راست‌گرا به نام آلترناتیو برای آلمان که در راست‌گرایی گوی سبقت را از اتحادیه دموکرات مسیحی ربود. این حزب از تعدادی از محافظه‌کاران در جهت مقابله با سیاست‌های مرکل برای مدیریت بحران مالی اروپایی در سال‌های ۲۰۰۹ تا ۲۰۱۴ تشکیل شد و بعد از آن فعالیت‌های خود را بر مقابله بر سیاست‌های مرزهای باز مرکل در بحران پناهجویی متمرکز کرد. نزدیک ده درصد از اعضای حزب آلترناتیو برای آلمان در آن زمان از جداشدگان از اتحادیه دموکرات مسیحی بودند.
در انتخابات بوندستاگ سال ۲۰۱۷، حزب اتحادیه درصد بزرگی از آرای مردمی و کرسی‌های بوندستاگ خود را از دست داد که بزرگ‌ترین شکست این حزب در انتخابات بوندستاگ از سال ۱۹۴۹ بود. تعداد کرسی‌های از دست رفته در بوندستاگ به ۵۰ کرسی می‌رسید. بعد از مذاکرات ناموفق اتحادیه با حزب دموکرات آزاد و حزب سبز و بن‌بست سیاسی که هفته‌ها به طول انجامید، حزب اتحادیه تصمیم به تداوم ائتلاف بزرگ با حزب سوسیال دموکرات گرفت. در اکتبر ۲۰۱۸ آنگلا مرکل اعلام کرد که از رهبری اتحادیه دموکرات مسیحی کناره‌گیری می‌کند، اما تا پایان دوره یعنی سال ۲۰۲۱ در مقام صدراعظم آلمان باقی خواهد ماند.

### دوره پسا مرکل، از ۲۰۱۸ تاکنون
در روز ۷ دسامبر ۲۰۱۸ آنگرت کرامپ کارن‌بائور در انتخابات درون حزبی به‌عنوان رهبر حزب انتخاب شد. کرامپ کارنبائور در نظر کارشناسان به‌عنوان دنباله‌روی راه مرکل شناخته می‌شد، با این حال از مرکل محافظه‌کارتر بود و نظراتی مخالف با موضوعات اجتماعی همچون ازدواج همجنسگرایان داشت. انتخاب کرامپ کارنبائور در ابتدا باعث افزایش حمایت عمومی از حزب اتحادیه دموکرات مسیحی و همچنین محبوبیت شخصی وی شد. با این حال محبوبیت وی بتدریج رو به کاهش گذاشت تا اینکه اتحادیه دموکرات مسیحی بدترین نتایج انتخاباتی خود را در انتخابات پارلمان اروپا در سال ۲۰۱۹ کسب کرد که فقط ۲۹٪ تعداد آرا بود. کارنبائور در آن زمان یکی از سیاستمداران اتحادیه دموکرات مسیحی با کمترین میزان محبوبیت بود.
مانفرد وبر از اتحادیه سوسیال مسیحی بایرن کاندیدای اصلی حزب مردم اروپا در انتخابات ۲۰۱۹ پارلمان اروپا بود. اگرچه گروه پارلمانی حزب مردم اروپا سرانجام اورزولا فن در لاین از اتحادیه دموکرات مسیحی را نامزد ریاست کمیسیون اروپا کرد. او که در ژوئیه ۲۰۱۹ به این مقام برگزیده شد اولین زنی بود که ریاست این کمیسیون را بر عهده داشت.
کرامپ کارنبائور در روز ۱۰ فوریه ۲۰۲۰ پس از رسوایی در دولت ایالتی تورینگن از رهبری اتحادیه دموکرات مسیحی کناره‌گیری کرد. در آن زمان مذاکرات برای تشکیل دولت ایالتی تورینگن در جریان بود و شعبه ایالتی اتحادیه دموکرات مسیحی در تورینگن برای جلوگیری از به قدرت رسیدن حزب چپ مذاکراتی را با حزب راست افراطی آلترناتیو برای آلمان برای تشکیل دولت ایالتی آغاز کرده بود. در آلمان بعد از جنگ جهانی دوم همکاری احزاب دموکراتیک با راست‌های افراطی تابو شمرده می‌شد. کارنبائور متهم شد که قادر به اجرای انضباط در داخل حزب در طول بحران نبوده، در حالی که به گفته او مواضع نامشخص حزب در قبال همکاری با حزب آلترناتیو برای آلمان و حزب چپ باعث این مشکل بوده است. در حالی که بحران دولت ایالتی تورینگن به استعفای کارن باور سرعت بخشید، او معتقد بود که تصمیمش را برای استعفا مدتی پیش از آن گرفته بود در حالی که رسانه‌ها این استعفا را به ضعف مدیریتی وی نسبت دادند.
با این حال کرامپ کارن‌باور در مقام وزیر دفاع آلمان و رهبر داخلی حزب تا انتخابات داخل حزبی فوریه ۲۰۲۱ باقی ماند. این انتخابات که قرار بود در آوریل ۲۰۲۰ برگزار شود به دلیل همه‌گیری کووید ۲۰۱۹ بارها به تعویق افتاد و سرانجام به‌طور آنلاین برگزار شد. در این انتخابات آرمین لاشت نخست‌وزیر ایالت نوردراین وستفالن با ۵۲/۸٪ درصد آرای اعضای حزب به رهبری اتحادیه دموکرات مسیحی رسید. رقیب وی فریدریش مرتس که ۴۷/۲٪ آرا را به‌دست‌آورد در انتخابات داخل حزبی سال ۲۰۱۸ هم از کرامپ کارنبائور شکست خورده بود. انتخاب لاشت در نگاه ناظران تداوم میانه‌روی مرکل و اتحادیه دموکرات مسیحی به‌شمار می‌آید.

## پایگاه ایدئولوژیک
در حالی که کنراد آدناور و لودویگ ارهارد با احزاب غیر نازی همکاری می‌کردند، اتحادیه دموکرات مسیحی تلاش می‌کرد که احزاب اپوزیسیون راست‌گرای آن را به حاشیه براند. از سوی دیگر فقدان احساسات ضد کمونیسم به‌عنوان یک دیدگاه سیاسی در آلمان غربی دهه ۶۰ به‌علاوهٔ سکولاریزاسیون و انقلاب فرهنگی در این سال‌ها، بقای اتحادیه دموکرات مسیحی را با چالشی جدی مواجه کرده بود.
در سال‌های بعد از ۲۰۰۰، آنگلا مرکل تمایل زیادی نداشت که به‌طور علنی ارزش‌های مسیحیت را به‌عنوان بنیاد ایدئولوژیک حزب معرفی کند. با این حال اتحادیه دموکرات مسیحی هیچگاه به‌طور رسمی ارزش‌های مذهبی‌اش را انکار نکرد. مرکل و سخنگوی بوندستاگ نوربرت لامرت همواره تلاش در روشن ساختن این موضوع داشتند که فرهنگ غالب در اتحادیه دموکرات مسیحی مدارا و همزیستی مسالمت آمیز هستند. بنا به گفته تحلیل‌گر حزب، اشتفان آیزل، امتناع مرکل از تأکید بر ارزش‌های سنتی حزبی احتمالاً نتیجه معکوس برای حزب داشته، زیرا مرکل موفق نشده پایگاه اصلی حزب را برای رای دادن بسیج کند.
اتحادیه دموکرات مسیحی آلمان همواره اصول دموکراسی مسیحی را در سیاست‌هایش اعمال می‌کند و بر درک مسیحیان از انسان‌ها و مسئولیت‌شان در مقابل خدا تأکید می‌کند. با این حال در فهرست اعضای اتحادیه، اشخاصی هستند که به ادیان دیگری باورمنداند یا دیندار نیستند. مآخذ سیاست‌های کلی اتحادیه دموکرات مسیحی، کاتولیسیزم سیاسی، آموزه‌های اجتماعی کاتولیک، پروتستانیزیسم سیاسی، لیبرالیسم اقتصادی و محافظه‌کاری ملی هستند. لیبرالیسم سیاسی در دوره صدارت اعظم هلموت کهل در سال‌های ۱۹۸۲ تا ۱۹۹۸ نمود بیشتری داشت.
به‌عنوان یک حزب محافظه‌کار، اتحادیه دموکرات مسیحی از مجازات شدیدتر شهروندان در موارد نقض قانون و همچنین دخالت بوندس‌وهر (ارتش فدرال) در موارد مربوط به امنیت داخلی و تروریسم حمایت می‌کند. در موارد مربوط به مهاجران، هدف اتحادیه دموکرات مسیحی کنترل میزان مهاجرت در آلمان است. با این حال اتحادیه از هم‌پیوندی مهاجران از طریق کلاس‌های زبان و حل شدن بیشتر آنان در جامعه حمایت می‌کند.
در زمینه سیاست خارجی اتحادیه دموکرات مسیحی خود را متعهد به ادغام بیشتر آلمان در اتحادیه اروپا می‌داند و قائل به روابط قوی بین آلمان و ایالات متحده است. حزب به دلیل موارد فراوان نقض حقوق بشر در ترکیه مخالف عضویت این کشور در اتحادیه اروپاست، با این حال روابط قوی اتحادیه اروپا با ترکیه را به عضویت ترکیه در این اتحادیه ترجیح می‌دهد. همچنین عدم به رسمیت شناختن جمهوری قبرس به‌عنوان کشوری مستقل از سوی ترکیه نیز دلیل دیگری بر مخالفت اتحادیه دموکرات مسیحی با عضویت ترکیه در اتحادیه اروپاست. چرا که بر طبق قوانین اتحادیه اروپا، تمام کشورهای عضو باید استقلال و تمامیت ارضی یکدیگر را به رسمیت بشناسند.
اتحادیه دموکرات مسیحی در طول تاریخ خود چهار بار در سطح فدرال و به دفعات زیاد در سطح دولت‌های ایالتی با حزب سوسیال دموکرات برای تشکیل دولت ائتلاف کرده است. همچنین این حزب در چندین ایالت با حزب سبز دولت ائتلافی تشکیل داد. با این وجود پس از قتل والتر لوبکه فرماندار شهر کاسل توسط گروه‌های منتسب به راست در آلمان در ژوئن ۲۰۱۹، کنگره حزبی در هامبورگ هر گونه ائتلاف در سطح ایالتی و فدرال را با حزب آلترناتیو برای آلمان ممنوع ساخت.

## ساختار داخلی حزب

### کنگره حزبی

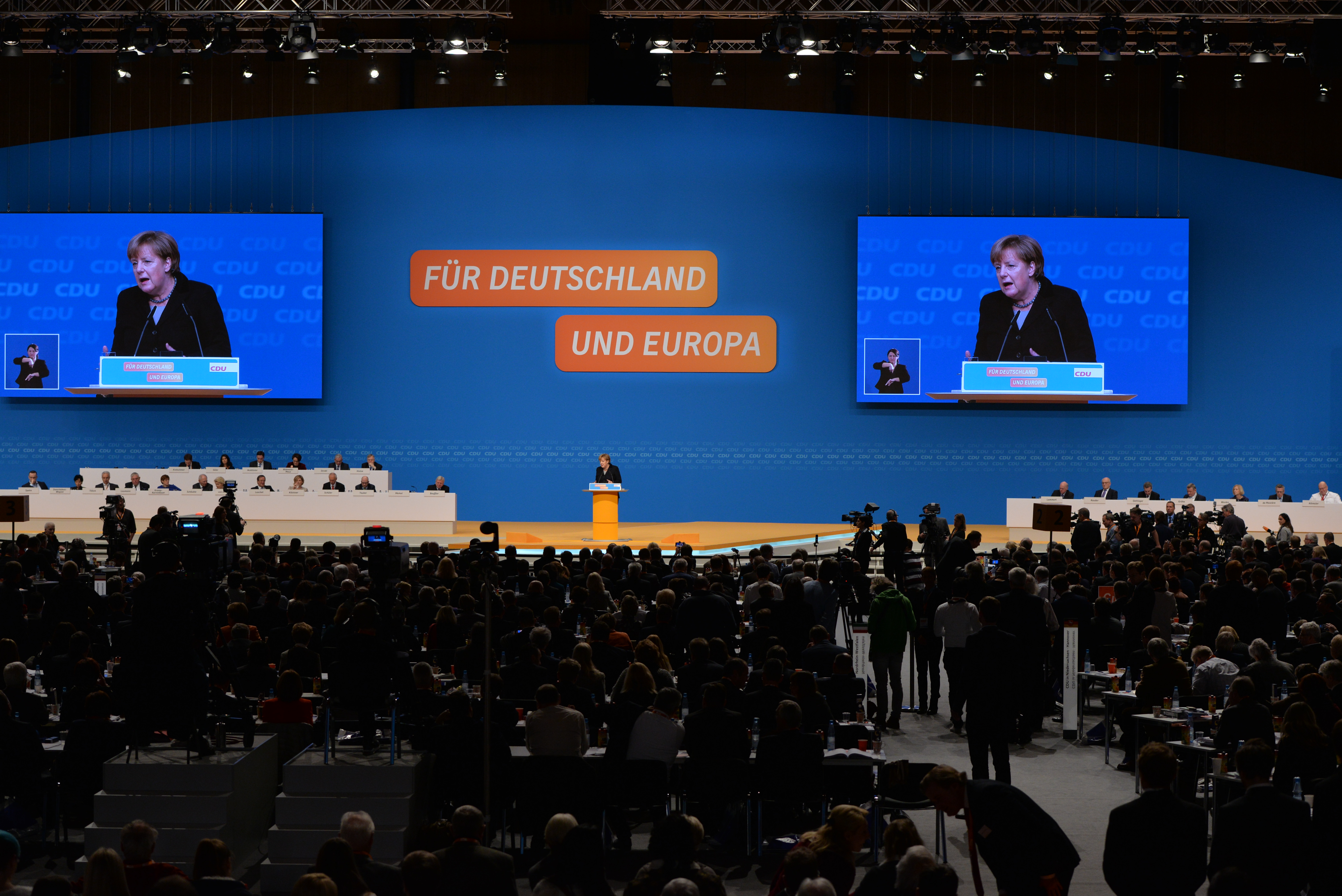
بیست و هشتمین کنفرانس حزب در سال ۲۰۱۵

کنگره حزبی بالاترین نهاد تصمیم‌گیری برای اتحادیه دموکرات مسیحی است. اعضای حزب حداقل هر دو سال یک‌بار جمع می‌شوند و سیاست‌های اصولی حزب را به همراه برنامه‌های حزبی معین می‌کنند
کنگره حزبی اتحادیه دموکرات مسیحی از نمایندگان انجمن‌های منطقه‌ای، انجمن‌های خارجی و روسای افتخاری حزبی تشکیل می‌شود. انجمن‌های ایالتی دقیقاً هزار نماینده را که باید توسط کنوانسیون‌های ایالتی یا منطقه ای انتخاب شوند به کنگره می‌فرستند. تعداد نمایندگانی که یک انجمن منطقه ای می‌تواند بفرستد به تعداد اعضای انجمن شش ماه قبل از کنگره حزب و نتیجه آخرین انتخابات فدرال در ایالت فدرال مربوط به آن بستگی دارد. انجمن‌های خارجی که توسط کمیته اجرایی فدرال به رسمیت شناخته شده‌اند، هر کدام یک نماینده صرف نظر از تعداد اعضای خود به کنگره حزب می‌فرستند.

### کمیته‌های فدرال
کمیته فدرال دومین ارگان قدرتمند حزبی است و به کلیه امور سیاسی و سازمانی که وظایف آن صریحاً برای کنگره حزب فدرال اختصاص نیافته، رسیدگی می‌کند. به همین دلیل آن را اغلب «کنگره حزب کوچک» می‌نامند.

### هیئت اجرایی و هیئت رئیسه فدرال
مدیر اجرایی فدرال حزب، رئیس حزب در حوزه فدرال نیز است. مصوبات کنگره فدرال حزبی و کمیته فدرال را اجرا می‌کند و کنگره فدرال حزبی را سازماندهی می‌دهد. هیئت رئیسه حزب، مسئول اجرای مصوبات کمیته فدرال اجرایی و رسیدگی به امور فعلی یا فوری است. هیئت رئیسه حزب متشکل از اعضای برجسته هیئت فدرال اجرایی حزب است.

### اعضا
تا سال‌های قبل از ۱۹۶۶ آمار دقیقی از تعداد اعضای اتحادیه دموکرات مسیحی آلمان وجود نداشت و تخمینی کلی در مورد تعداد آن زده می‌شد. آمار تعداد اعضا از سال ۱۹۶۶ به بعد، بر پایه تخمین تعداد اعضا در ۳۱ دسامبر ۱۹۶۶ محاسبه می‌شود. بر پایه این آمار تا سال ۲۰۱۸ تعداد اعضای حزب اتحادیه دموکرات مسیحی ۴۲۰۲۴۰ نفر بود.
در سال ۲۰۱۲ میانگین سن اعضای حزب ۵۹ سال بود و ۶ درصد اعضا سنی زیر ۳۰ سال داشتند. تحقیقی که توسط بنیاد کنراد آدناور انجام شد نشان داد که ۲۵/۴٪ اعضا زن و ۷۴/۶٪ مرد هستند. تعداد اعضای زن در ایالت‌های جدید که تا قبل از ۱۹۹۰ جزو آلمان شرقی بودند بیشتر از مناطق غربی و حدود ۲۹/۲٪ است.

### رهبران حزب از زمان تأسیس
| رهبر                   | دوره       |
| ---------------------- | ---------- |
| کنراد آدناور           | ۱۹۵۰–۱۹۶۶  |
| لودویگ ارهارد          | ۱۹۶۶–۱۹۶۷  |
| کورت گئورگ کیزینگر     | ۱۹۶۷–۱۹۷۱  |
| راینر بارتسل           | ۱۹۷۱–۱۹۷۳  |
| هلموت کوهل             | ۱۹۷۳–۱۹۹۸  |
| ولفگانگ شویبله         | ۱۹۹۸–۲۰۰۰  |
| آنگلا مرکل             | ۲۰۰۰–۲۰۱۸  |
| آنه‌گرت کرامپ-کارنبائور | ۲۰۱۸–۲۰۲۱  |
| آرمین لاشت             | ۲۰۲۱–اکنون |

### صدراعظم‌های آلمان از اتحادیه دموکرات مسیحی
| صدر اعظم آلمان     | مدت دوره  |
| ------------------ | --------- |
| کنراد آدناور       | ۱۹۴۹–۱۹۶۳ |
| لودویگ ارهارد      | ۱۹۶۳–۱۹۶۶ |
| کورت گئورگ کیزینگر | ۱۹۶۶–۱۹۶۹ |
| هلموت کوهل         | ۱۹۸۲–۱۹۹۸ |
| آنگلا مرکل         | ۲۰۰۵–۲۰۲۱ |

## نتایج انتخاباتی

### انتخابات پارلمانی (بوندستاگ)
| سال  | رهبر               | تعداد آرای حوزه انتخابیه | تعداد آرای لیست حزبی | درصد آرای لیست حزبی | تعداد کرسی‌های به‌دست آمده | تغییر | دولت                                          |
| ---- | ------------------ | ------------------------ | -------------------- | ------------------- | ------------------------ | ----- | --------------------------------------------- |
| ۱۹۴۹ | کنراد آدناور       |                          | ۵٬۹۷۸٬۶۳۶            | ۲۵٫۲                | ۱۱۵ از ۴۰۲               |       | حزب اتحادیه– حزب دموکرات‌های آزاد –حزب آلمان   |
| ۱۹۵۳ | کنراد آدناور       | ۹٬۵۷۷٬۶۵۹                | ۱۰٬۰۱۶٬۵۹۴           | ۳۶٫۴                | ۱۹۷ از ۵۰۹               | 82    | حزب اتحادیه – حزب دموکرات‌های آزاد – حزب آلمان |
| ۱۹۵۷ | کنراد آدناور       | ۱۱٬۹۷۵٬۴۰۰               | ۱۱٬۸۷۵٬۳۳۹           | ۳۹٫۷                | ۲۲۲ از ۵۱۹               | 25    | حزب اتحادیه – حزب آلمان                       |
| ۱۹۶۱ | کنراد آدناور       | ۱۱٬۶۲۲٬۹۹۵               | ۱۱٬۲۸۳٬۹۰۱           | ۳۵٫۸                | ۲۰۱ از ۵۲۱               | 21    | حزب اتحادیه – حزب دموکرات‌های آزاد             |
| ۱۹۶۵ | کنراد آدناور       | ۱۲٬۶۳۱٬۳۱۹               | ۱۲٬۳۸۷٬۵۶۲           | ۳۸٫۰                | ۲۰۲ از ۵۱۸               | 1     | حزب اتحادیه – حزب سوسیال دموکرات              |
| ۱۹۶۹ | کورت گئورگ کیزینگر | ۱۲٬۱۳۷٬۱۴۸               | ۱۲٬۰۷۹٬۵۳۵           | ۳۶٫۶                | ۲۰۱ از ۵۱۸               | 1     | اپوزیسیون                                     |
| ۱۹۷۲ | راینر بارتسل       | ۱۳٬۳۰۴٬۸۱۳               | ۱۳٬۱۹۰٬۸۳۷           | ۳۵٫۲                | ۱۸۶ از ۵۱۸               | 15    | اپوزیسیون                                     |
| ۱۹۷۶ | هلموت کهل          | ۱۴٬۴۲۳٬۱۵۷               | ۱۴٬۳۶۷٬۳۰۲           | ۳۸٫۰                | ۲۰۱ از ۵۱۸               | 15    | اپوزیسیون                                     |
| ۱۹۸۰ | هلموت کهل          | ۱۳٬۴۶۷٬۲۰۷               | ۱۲٬۹۸۹٬۲۰۰           | ۳۴٫۲                | ۱۸۵ از ۵۱۹               | 16    | اپوزیسیون                                     |
| ۱۹۸۳ | هلموت کهل          | ۱۵٬۹۴۳٬۴۶۰               | ۱۴٬۸۵۷٬۶۸۰           | ۳۸٫۱                | ۲۰۲ از ۵۲۰               | 17    | حزب اتحادیه - حزب دموکرات آزاد                |
| ۱۹۸۷ | هلموت کهل          | ۱۴٬۱۶۸٬۵۲۷               | ۱۳٬۰۴۵٬۷۴۵           | ۳۴٫۴                | ۱۸۵ از ۵۱۹               | 17    | حزب اتحادیه - حزب دموکرات آزاد                |
| ۱۹۹۰ | هلموت کهل          | ۱۷٬۷۰۷٬۵۷۴               | ۱۷٬۰۵۵٬۱۱۶           | ۳۶٫۷                | ۲۶۸ از ۶۶۲               | 83    | حزب اتحادیه - حزب دموکرات آزاد                |
| ۱۹۹۴ | هلموت کهل          | ۱۷٬۴۷۳٬۳۲۵               | ۱۶٬۰۸۹٬۹۶۰           | ۳۴٫۲                | ۲۴۴ از ۶۷۲               | 24    | حزب اتحادیه - حزب دموکرات آزاد                |
| ۱۹۹۸ | هلموت کهل          | ۱۵٬۸۵۴٬۲۱۵               | ۱۴٬۰۰۴٬۹۰۸           | ۲۸٫۴                | ۱۹۸ از ۶۶۹               | 46    | اپوزیسیون                                     |
| ۲۰۰۲ | آنگلا مرکل         | ۱۵٬۳۳۶٬۵۱۲               | ۱۴٬۱۶۷٬۵۶۱           | ۲۹٫۵                | ۱۹۰ از ۶۰۳               | 8     | اپوزیسیون                                     |
| ۲۰۰۵ | آنگلا مرکل         | ۱۵٬۳۹۰٬۹۵۰               | ۱۳٬۱۳۶٬۷۴۰           | ۲۷٫۸                | ۱۸۰ از ۶۱۴               | 10    | حزب اتحادیه - حزب سوسیال دموکرات              |
| ۲۰۰۹ | آنگلا مرکل         | ۱۳٬۸۵۶٬۶۷۴               | ۱۱٬۸۲۸٬۲۷۷           | ۲۷٫۳                | ۱۹۴ از ۶۲۲               | 14    | حزب اتحادیه - حزب دموکرات آزاد                |
| ۲۰۱۳ | آنگلا مرکل         | ۱۶٬۲۳۳٬۶۴۲               | ۱۴٬۹۲۱٬۸۷۷           | ۳۴٫۱                | ۲۵۴ از ۶۳۰               | 61    | حزب اتحادیه - حزب سوسیال دموکرات              |
| ۲۰۱۷ | آنگلا مرکل         | ۱۴٬۰۲۷٬۸۰۴               | ۱۲٬۴۴۵٬۸۳۲           | ۲۶٫۸                | ۲۰۰ از ۷۰۹               | 54    | حزب اتحادیه - حزب سوسیال دموکرات              |
| ۲۰۲۱ | آرمین لاشت         | ۱۰٬۴۴۵٬۵۷۱               | ۸٬۷۷۰٬۹۸۰            | ۱۸٫۹                | ۱۵۱ از ۷۳۵               | 59    | در حال مذاکره                                 |

### انتخابات پارلمان اروپا
| سال انتخابات | تعداد کل آرا | درصد کل آرا | تعداد کرسی‌ها | +/– |
| ------------ | ------------ | ----------- | ------------ | --- |
| ۱۹۷۹         | ۱۰٬۸۸۳٬۰۸۵   | ۳۹٫۰ (دوم)  | ۳۳ از ۸۱     |     |
| ۱۹۸۴         | ۹٬۳۰۸٬۴۱۱    | ۳۷٫۵ (اول)  | ۳۲ از ۸۱     | 1   |
| ۱۹۸۹         | ۸٬۳۳۲٬۸۴۶    | ۲۹٫۵ (دوم)  | ۲۴ از ۸۱     | 8   |
| ۱۹۹۴         | ۱۱٬۳۴۶٬۰۷۳   | ۳۲٫۰ (دوم)  | ۳۹ از ۹۹     | 15  |
| ۱۹۹۹         | ۱۰٬۶۲۸٬۲۲۴   | ۳۹٫۲ (اول)  | ۴۳ از ۹۹     | 4   |
| ۲۰۰۴         | ۹٬۴۱۲٬۰۰۹    | ۳۶٫۵ (اول)  | ۴۰ از ۹۹     | 3   |
| ۲۰۰۹         | ۸٬۰۷۱٬۳۹۱    | ۳۰٫۶ (اول)  | ۳۴ از ۹۹     | 6   |
| ۲۰۱۴         | ۸٬۸۰۷٬۵۰۰    | ۳۰٫۰ (اول)  | ۲۹ از ۹۶     | 5   |
| ۲۰۱۹         | ۸٬۴۳۷٬۰۹۳    | ۲۲٫۶ (اول)  | ۲۳ از ۹۶     | 6   |